# Best of Ozz
Best of Ozz é um álbum de coletâneas do cantor de Heavy Metal inglês Ozzy Osbourne, lançado pela Sony em 1989, apenas no Japão. Essa coletânea contém músicas dos primeiros quatro álbuns solo de Osbourne, do Blizzard of Ozz, de 1980, ao The Ultimate Sin, de 1986, não contendo, portando, nenhuma das músicas do último álbum inédito de Ozzy até então, o No Rest for the Wicked.

## Antecedentes
Best of Ozz é uma coletânea de 10 faixas contendo três faixas do disco Blizzard of Ozz, duas do Diary of a Madman, duas do Bark at the Moon e três do The Ultimate Sin.  Entre as faixas estão seis singles, incluindo "Crazy Train", "Over the Moutain" e "Bark at the Moon".
| Críticas profissionais                                                      | Críticas profissionais |
| Avaliações da crítica                                                       | Avaliações da crítica  |
| Fonte                                                                       | Avaliação              |
| --------------------------------------------------------------------------- | ---------------------- |
| Allmusic                                                                    | [ 1 ]                  |
| Esta tabela precisa de ser acompanhada por texto em prosa. Consulte o guia. |                        |

## Faixas
| N.º | Título               | Compositor(es)                                         | Duração |  |
| 1.  | "Over the Mountain"  | Ozzy Osbourne, Bob Daisley, Randy Rhoads, Lee Kerslake | 4:32    |  |
| 2.  | "Secret Loser"       | Osbourne, Jake E. Lee                                  | 4:11    |  |
| 3.  | "Goodbye to Romance" | Osbourne, Daisley, Rhoads                              | 5:35    |  |
| 4.  | "Shot in the Dark"   | Osbourne, Phil Soussan                                 | 4:28    |  |
| 5.  | "Mr. Crowley"        | Osbourne, Daisley, Rhoads                              | 4:59    |  |
| 6.  | "Bark at the Moon"   | Osbourne                                               | 4:16    |  |
| 7.  | "Crazy Train"        | Osbourne, Daisley, Rhoads                              | 4:51    |  |
| 8.  | "Centre of Eternity" | Osbourne                                               | 5:23    |  |
| 9.  | "Diary of a Madman"  | Osbourne, Daisley, Rhoads, Kerslake                    | 6:15    |  |
| 10. | "The Ultiamate Sin"  | Osbourne, Lee                                          | 3:45    |  |

Notas
- As faixas 1 e 9 foram originalmente lançadas no Diary of a Madman.
- As faixas 2, 4 e 10 foram originalmente lançadas no The Ultimate Sin.
- As faixas 3, 5 e 7 foram originalmente lançadas no Blizzard of Ozz.
- As faixas 6 e 8 foram originalmente lançadas no Bark at the Moon.

## Músicos
| - Ozzy Osbourne – vocal (todas as faixas), produção (faixas 1, 3 e 5–9) - Randy Rhoads – guitarra e produção (faixas 1, 3, 5, 7 e 9) - Bob Daisley – baixo e backing vocals (faixas 1, 3 e 5–9), produção (faixas 3 e 5–8) - Lee Kerslake – bateria e percussão (faixas 1, 3, 5, 7 e 9), produção (faixas 3, 5 e 7) - Jake E. Lee – guitarras e backing vocal (faixas 2, 4, 6, 8 e 10) - Phil Soussan – baixo (faixas 2, 4 e 10) - Randy Castillo – bateria (faixas 2, 4 e 10) | - Don Airey – teclados (faixas 3 e 5–8) - Michael Moran – teclados (faixas 2, 4 e 10) - Max Norman – engenheiro de som (faixas 1, 3 e 5–9), produção (faixas 1, 6, 8 e 9) - Ron Nevison – produção e engenheiro de som (faixas 2, 4 e 10) - Tony Bongiovi – mixagem (faixas 6 and 8) - Tim Young – masterização (faixas 1, 3, 5, 7 e 9) - Howie Weinberg – masterização (faixas 6 e 8) |